# نوي كاستيلو
نوي كاستيلو (بالإنجليزية: Noy Castillo) مواليد 21 أغسطس 1974 في كنتاكي، هو لاعب كرة سلة أمريكي سابق. بدأ مسيرته الاحترافية في سنة 1998. لعب في الرابطة الفلبينية لكرة السلة كلاعب هجوم خلفي. حمل الرقم 40. مثّل منتخب بلاده. اعتزل اللعب في 2008. من الفرق التي لعب لها ستار هوتشوتز.